# مكتب بلا أوراق

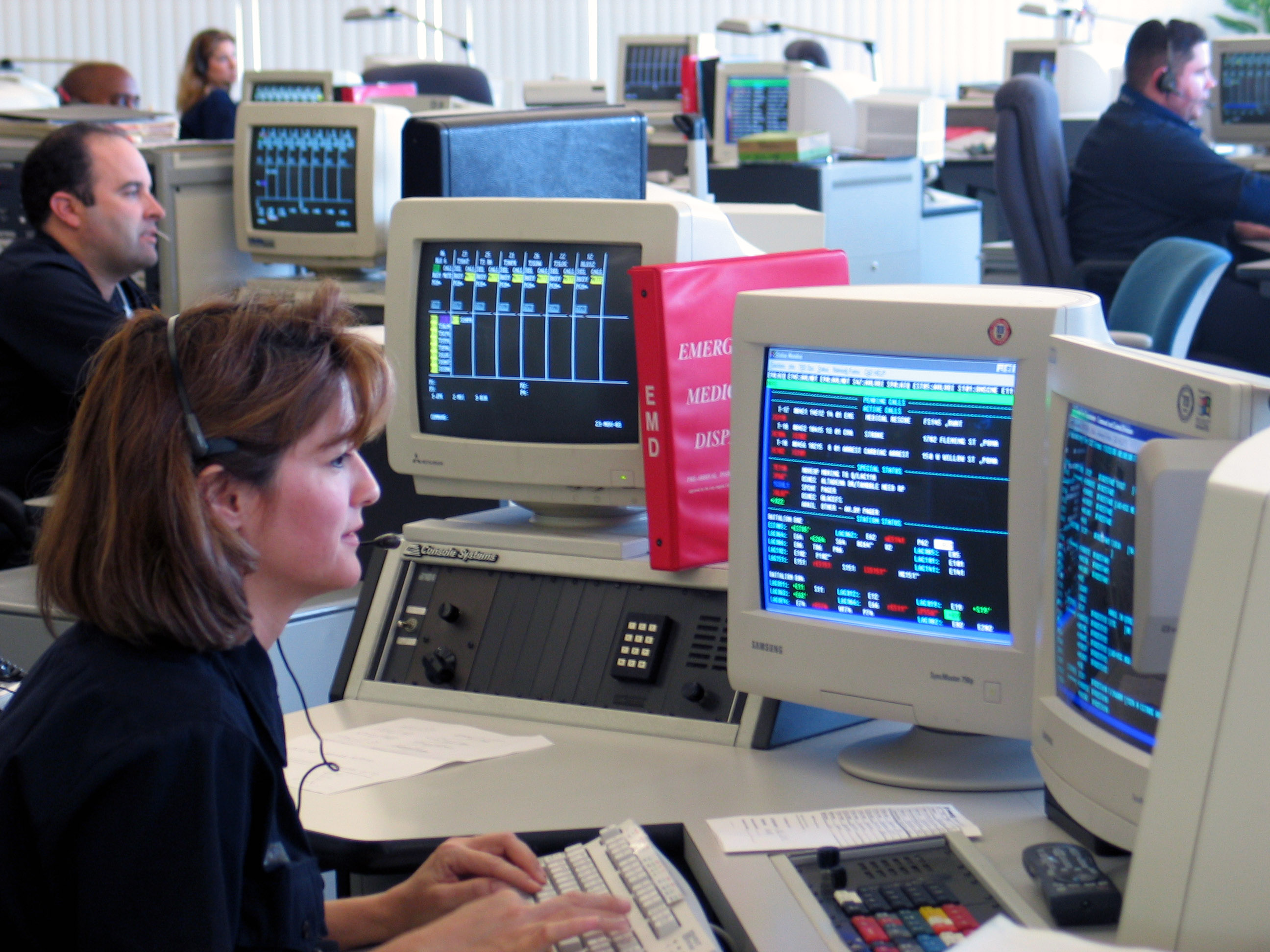

مكتب بلا أوراق (أو المكتب الخالي من الورق)، هو بيئة عمل يُستغنى فيه عن استخدام الأوراق، أو يُقلل إلى حد كبير. يحصل ذلك عن طريق تحويل المستندات والأوراق الأخرى إلى صيغة رقمية، وهي عملية تعرف باسم الرقمنة. يزعم مؤيدو الفكرة أن «عدم استخدام الأوراق» يمكن أن يوفر المال، ويزيد الإنتاجية، ويوفر المساحة، ويجعل الوثائق ومشاركة المعلومات أسهل، ويحافظ أكثر على أمن المعلومات الشخصية، ويساعد البيئة. يمكن أن يتسع المفهوم ليشمل الاتصالات خارج المكتب أيضا.

## تعريف
كان الشعار الخاص بالدعاية هو «عالم بلا أوراق»، بهدف وصف المكاتب في المستقبل. وسُهِّل ذلك من خلال تعميم أجهزة الحاسوب ذات شاشات عرض الفيديو، مثل آي بي إم 2260 لعام 1964. وتنبؤوا مبكرا بالمكتب الذي لا يحوي أوراقا في مقال بمجلة أسبوع الأعمال عام 1975. كانت الفكرة، أن أتمتة الأعمال المكتبية، ستؤدي للاستغناء عن الأوراق في المهام الروتينية، مثل حفظ السجلات، وإدارة الحسابات، وظهر ذلك مع تقديم الحاسوب الشخصي.
في حين أن التنبؤ بالحاسوب الشخصي على كل مكتب كان أشبه بالنبوءة بشكل ملحوظ، لم يكن «المكتب بلا أوراق» كذلك. سهّلت التحسينات في الطابعات وآلات النسخ التصويري، عملية نسخ المستندات بكميات كبيرة، ما تسبب في تضاعف استخدام الورق المكتبي في جميع أنحاء العالم، من عام 1980 إلى عام 2000. ويعزى ذلك إلى زيادة سهولة إنتاج المستندات، والاستخدام الواسع النطاق للاتصالات الإلكترونية، ما أدى إلى تلقي المستخدمين أعدادا كبيرة من المستندات التي ستُطبع غالبا.
انخفض مع ذلك استخدام ورق المكاتب، منذ عام 2000 تقريبا، وهو الآن في تناقص، والذي يعزى إلى تحول الأجيال، حيث يُعتقد أن الشباب أقل ميلا لطباعة المستندات، وأكثر ميلا لقراءتها على شاشة عرض تفاعلية بالألوان الكاملة. يكون متوسط إنتاج عامل المكتب، ما يقارب رطلين من منتجات الورق والورق المقوى كل يوم، وفقا لوكالة حماية البيئة الأمريكية.
استُخدم مصطلح «مكتب بلا أوراق» لأول مرة في التجارة، من مركز مايكرونت عام 1978، وهو شركة لمعدات التشغيل الآلي للمكاتب.

## تاريخ
تحتوي المكاتب التقليدية على أنظمة حفظ ملفات ورقية، والتي قد تتضمن خزائن ملفات، ومجلدات، ورفوف، وأنظمة بطاقات مجهرية، وخزانات رسم، وكلها تتطلب صيانة، ومعدات، ومساحة ضخمة، وتكون كثيفة الاستخدام للموارد. وبالمقابل، يمكن أن يحتوي أي مكتب بلا أوراق، على مكتب، وكرسي، وحاسوب (مع قدر بسيط من التخزين المحلي أو التخزين في الشبكة)، وستُخزّن جميع المعلومات في صيغة رقمية. يمكن أيضا استخدام التعرّف على الكلام، وتركيب الكلام، لتسهيل تخزين المعلومات رقميا.
تصبح بيانات الحاسوب غير متزامنة مع تحديثات قاعدة بيانات الحاسوب، بمجرد طباعتها على الورق. ومن الصعب البحث في الأوراق، وترتيبها بترتيبات متعددة الفرز، وغالبا ما يكون تتبع البيانات الورقية المخزنة، في مواقع متعددة، صعبا ومكلفا للغاية. يكون للمكتب بلا أوراق، نقطة تجميع أحادية المصدر، لتحديثات قاعدة البيانات الموزعة، ونظام نشر-اشتراك. تجعل شاشات الحواسيب الحديثة، القراءة أقل إرهاقا للعيون، إذ يمكن استخدام الحاسب المحمول على الأريكة أو في السرير. يجادل العديد من الأشخاص، بأن الورق أصبح الآن قديما على الجميع، باستثناء أولئك الذين يقاومون التغيير التكنولوجي، وذلك مع انتشار الحواسيب اللوحية، والهواتف الذكية، والعديد من الميزات الأخرى ذات القيمة المضافة المنخفضة التكلفة، مثل الفيديو الرسومي، ومقاطع الفيديو، والأفلام الطويلة. غالبا ما تكون الكتب الإلكترونية مجانية، أو منخفضة التكلفة مقارنة بالكتب المطبوعة.
يجادل آخرون بأنه سيبقى دوما مكان للورق، لأنه يقدم استخدامات لا تقدمها الشاشة.

## التأثير البيئي للورق
يساهم تصنيع المنتجات الورقية بشكل كبير، في إزالة الغابات، وتغير المناخ الناتج عن أنشطة بشرية، وإنتاج غازات الدفيئة. إن صناعة الورق هي ثالث أكبر مستهلك للوقود الأحفوري في جميع أنحاء العالم، وفقا للرابطة الأمريكية لمنتجات الغابات وصناعة الورق. وعلى الرغم من أن التدابير مثل إعادة التدوير، واستخدام الورق غير المصنع من الأشجار، يمكن أن تساعد في تقليل التأثير البيئي للورق، ما زال المطاف ينتهي بالأوراق في مدافن النفايات. يؤدي إنتاج الورق أيضا إلى تلوث الهواء. حيث تطلق عملية صناعة الورق ثاني أكسيد النتروجين (إن أو2) وثاني أكسيد الكبريت (إس أو2) وثاني أكسيد الكربون (سي أو2). يُعد ثاني أكسيد النتروجين وثاني أكسيد الكبريت من العوامل الرئيسية المسببة للأمطار الحمضية، في حين أن ثاني أكسيد الكربون هو أحد الغازات الدفيئة المسؤولة عن التغير المناخي. تحتوي مياه الصرف المُفرغة من مصانع اللباب والورق، على مواد صلبة، وعناصر غذائية، ومواد عضوية مذابة تُصنف على أنها ملوثات.
يمكن للعناصر الغذائية مثل النيتروجين، والفوسفور، أن تسبب أو تُفاقم الإثراء الغذائي في مسطحات المياه العذبة.
حبر الطباعة وخرطوشات حبر الطابعة مكلفة للغاية، وتستخدم المركبات العضوية المتطايرة الضارة بالبيئة، والمعادن الثقيلة، والزيوت غير المتجددة، على الرغم من أن بعض الهيئات التنظيمية قد وضعت معايير لكمية المعادن الثقيلة في الحبر.
ينتج عن إزالة الحبر من بقايا الورق المعاد تدويره عجائن نفايات، إذ تزن أحيانا 22% من وزن ورق المهملات المعاد تدويره، والذي قد يذهب إلى مدافن النفايات.

## استبعاد الورق من خلال التشغيل الآلي والأتمتة الإلكترونية للنماذج
قُللت الحاجة للأوراق باستخدام الأنظمة عبر الإنترنت، مثل استبدال بطاقات الفهرسة وبطاقات الرولوديكس، بقواعد البيانات، واستبدال الرسائل المطبوعة والفاكسات بالبريد الإلكتروني، والكتب المرجعية بالإنترنت. هناك طريقة أخرى لاستبعاد الورق، وهي أتمتة العمليات الورقية التي تعتمد على النماذج، والتطبيقات، والمسوحات، لالتقاط ومشاركة البيانات. يُشار إلى هذه الطريقة باسم «النماذج الإلكترونية»، وتتحقق عادة باستخدام مستندات طباعة مثالية موجودة بصيغة إلكترونية، للسماح بالملء المسبق للبيانات الحالية، والتقاط البيانات المدخلة يدويا عبر الإنترنت من قبل المستخدمين النهائيين، وتوفير طرق آمنة لإرسال بيانات النموذج، إلى أنظمة المعالجة، وتوقيع المستندات الإلكترونية رقميا دون طباعة.
تشمل التقنيات التي يمكن استخدامها بأتمتة النماذج الإلكترونية:
- شكل وثائق قابلة للنقل (بي دي إف)، لإنشاء وعرض والتفاعل مع المستندات والنماذج.
- برنامج إدارة النماذج الإلكترونية، لإنشاء ودمج وتوجيه النماذج، وتشكيل البيانات بأنظمة معالجة.
- قواعد البيانات، لالتقاط البيانات من أجل التعبئة المسبقة، ومعالجة المستندات.
- منصات سير العمل، لتوجيه المعلومات والمستندات، والتدفق المباشر للعملية.
- البريد الإلكتروني (الإيميل)، الذي يسمح بإرسال واستقبال المعلومات بجميع أنواعها، وكذلك المرفقات.
- حلول التوقيع الرقمي، لتوقيع المستندات رقميا (المستخدمة من المستخدمين النهائيين).
- خوادم الويب، لاستضافة العملية، وتلقي البيانات المقدمة، وتخزين المستندات، وإدارة حقوق المستند.

تتمثل إحدى المشكلات الرئيسية التي حالت دون تبني الشركات لأتمتة الأعمال الورقية، في صعوبة التقاط التوقيعات الرقمية بطريقة فعالة من حيث التكلفة والتوافق. ينص قانون التوقيع الإلكتروني لعام 2000، في الولايات المتحدة، على أنه لا يمكن رفض أي مستند على أساس التوقيع إلكتروني، ويتطلّب ذلك من جميع الشركات قبول التوقيعات الرقمية على المستندات. يوجد اليوم خيارات كافية وفعالة من حيث التكلفة، بما في ذلك الحلول التي لا تتطلب من المستخدمين النهائيين شراء المعدات والبرمجيات.
واحدة من الفوائد الكبيرة لهذا النوع من البرمجيات، هو أنه يسمح باستخدام التعرف الضوئي على الحروف (أو سي أر)، ما يمكّن المستخدم البحث عن نص كامل في أي ملف. يمكن إضافة العلامات التي يحددها المستخدمون إلى كل ملف لتسهيل تحديد موقع بعض الملفات عبر النظام بأكمله.
تقدم بعض البرامج اللاورقية، ماسحة ضوئية، ومعدات وبرمجيات، وتعمل بسلاسة في فصل وتنظيم المستندات المهمة. قد تسمح البرمجيات اللاورقية أيضا للأشخاص باستخدام التواقيع عبر الإنترنت، للمستندات المهمة التي يمكن استخدامها في أي عمل تجاري أو مكتبي صغير. توفر أنظمة إدارة الوثائق وأرشفتها، بعض طرق أتمتة النماذج. عادة ما تكون النقطة التي تبدأ فيها أنظمة إدارة المستندات في العمل بالمستند، عندما يُفحص المستند و/أو يُرسل إلى النظام.
تتضمن العديد من أنظمة إدارة المستندات، القدرة على قراءة المستندات عبر التعرف الضوئي على الحروف، واستخدام تلك البيانات في إطار نظام إدارة المستندات. وفي حين أن هذه التكنولوجيا ضرورية للوصول إلى مكتب بلا أوراق، فإنها لا تتناول العمليات التي تنتج الأوراق في المقام الأول.